# توموهیتو ایتو
توموهیتو ایتو (انگلیسی: Tomohito Ito؛ زادهٔ ۳۰ اکتبر ۱۹۷۰) بازیکن بیس‌بال اهل ژاپن است.
وی در مسابقات کشوری و بین‌المللی در مجموع برندهٔ ۱ مدال برنز شده‌است.